# Булат-Батыр
«Булат батыр» (другое название — «Пугачёвщина») — советский немой художественный фильм, снятый режиссёром Юрием Таричем. Вышел на экраны 10 апреля 1928 года.
Один из немногих фильмов, снятых о татарах. Известно, что после премьеры в Германии некий белоэмигрант Антонов-Иванов попытался сжечь копию фильма в кинотеатре «Конкордия» в знак протеста против «большевистской пропаганды».
Фильм получил положительный отзыв от The New York Times, в котором содержалась похвала за аутентичную атмосферу, декорации и съёмки.

## Сценарий
В 1926 году «Таткино» объявляет конкурс на художественно-бытовой сценарий из татарской жизни "со времен феодализма, завоевания и до настоящего времени". Победителем конкурса стал молодой партийный работник из Агрыза Абдрахман Шакиров который написал литературный сценарий. На основе этого сценария известный кинодраматург Натан Зархи написал киносценарий фильма ,.

## Сюжет
В прологе описываются события 1759 г. Во время празднования Сабантуя в небольшое татарское село врываются монахи и солдаты с целью силой обратить местных мусульман в православие. Некоторым крестьянам удается откупиться, другие оказывают сопротивление и погибают. У главного героя Булата убивают жену и крадут одного из сыновей Асфана. Булат становится качкынларом (беглецом, повстанцем).
Через 15 лет Булат, храбрый защитник бедняков, обретает широкую известность и принимает участие со своим отрядом в Пугачёвском бунте. Во всём ему помогает сын Тимур и приемная дочь Асма. Другой сын Асфан, воспитанный приближенными князя Григория Потёмкина, после окончания Шляхетского корпуса становится офицером. В чине прапорщика он направляется во главе карательного отряда на усмирение восставших крестьян родного села Чибильне. Тимур предает своего отца, а Асфан переходит на сторону качкынларов.
Действия разворачиваются на территории Казанской губернии. Чибильне - это вероятно вымышленное название села, населенного пункта с таким названием в Казанской губернии никогда не было.

## В ролях
| Актёр                | Роль                                                                                                 |
| -------------------- | --- |
| Василий Ярославцев   | Булат батыр                                                                                          |
| Иван Клюквин         | Асфан, сын Булата, прапорщик Асфандиаров                                                             |
| Александр Жуков      | Тимур, второй сын Булата                                                                             |
| Ада Войцик           | Асма, приемная дочь Булата                                                                           |
| Сергей Борисов       | Емельян Пугачёв                                                                                      |
| Николай Витовтов     | лейб-гвардии поручик Державин, поэт                                                                  |
| Эдуард Кульганек     | генерал Потёмкин, начальник секретной комиссии по делам пугачевского бунта, троюродный брат фаворита |
| Наум Рогожин         | фон Каниц                                                                                            |
| Галина Кравченко     | Елена фон Брандт, племянница губернатора Якова фон Брандта                                           |
| Иван Арканов         | Сулейман мурза, помещик                                                                              |
| Борис Юрцев          | Мурат, сын Сулейман мурзы                                                                            |
| Мстислав Котельников | Белобородов, посол Пугачёва                                                                          |
| Татьяна Барышева     | гений победы (нет в титрах)                                                                          |
| Иван Кедров          | эпизод (нет в титрах)                                                                                |
| Каюм Поздняков       | беглец (нет в титрах)                                                                                |
| Лев Иванов           | Каюм (нет в титрах)                                                                                  |

## Над фильмом работали
- Режиссёр — Юрий Тарич
- Ассистент режиссёра — Иван Пырьев
- Сценаристы — Натан Зархи, Юрий Тарич, Абдрахман Шакиров
- Операторы — Григорий Гибер, Николай Соколов, Владимир Солодовников
- Художник — Алексей Уткин
- Помощник режиссёра — Каюм Хусаинович Поздняков
- Техничечкий сотрудник (нет в титрах) — Загит Зарифович Сабитов[2].